# Македоно-български преглед „Вардар“
Вижте пояснителната страница за други значения на Вардар.
Македоно-български преглед „Вардар“ (Македоно-български прегледъ „Вардаръ“) е политико-обществено, културно и историческо списание на македонобългарската емиграция в Торонто, Канада.
Излиза от 1994 година и е дело на Георги Младенов.